# Tricheuse (film, 2009)
Pour les articles homonymes, voir Tricheur (homonymie).
Pour plus de détails, voir Fiche technique et Distribution.
Tricheuse est un film français réalisé par Jean-François Davy et sorti en 2009.

## Synopsis
Pour obtenir la location d'une résidence convoitée et éloigner son amant trop pressant, Clémence, une jeune avocate, fait croire à son entourage qu’elle est mariée avec Farid, un accordeur de piano. 

## Fiche technique
- Titre : Tricheuse
- Titre d’origine : Tricheuse
- Titre de travail : Une famille clé en mains
- Réalisation : Jean-François Davy
- Scénario : Jean-François Davy, Karine de Demo, Michel Delgado
- Musique : Alain Weiller
- Photographie : Wilfrid Sempé
- Son : Dominique Davy
- Montage : Sylvie Petat
- Décors : Jean-Pascal Chalard, Maëlig Hamard, Jérémie Gombert
- Costumes : Monique Proville
- Pays d'origine :  France
- Langue de tournage : français
- Budget : 4,2 M€
- Producteurs : Jean-François Geneix, Jean-Francois Davy, Véra Belmont
- Sociétés de production : Les Aventuriers de l’Image, Productions Clef en Main, Vertigo Productions
- Société de distribution : Colifilms Diffusion
- Format : couleur — 35 mm — 1.85:1 — son Dolby Digital SRD
- Genre : comédie
- Durée : 95 minutes
- Dates de sortie :  10 juin 2009 au Festival du film de Cabourg, 15 juillet 2009, sortie en salles
- Mention CNC : tous publics (visa d'exploitation no 95413 délivré le 20 novembre 2008)

## Distribution
- Hélène de Fougerolles : Clémence
- Zinedine Soualem : Farid
- Valérie Kaprisky : Marion
- Michel Duchaussoy : M. Dulac
- Mylène Demongeot : Mme Vallardin
- Patrick Bouchitey : Lavoisier
- Philippe Caroit : J.B
- Mélanie Tran : Sofia
- Laura Bartoux : Vanessa
- Romain Bisseret : Virgile
- Bernadette Lafont : Mme Paroquet
- Jean-Marie Lamour : Cédric
- Nicolas Roussiau : Pierre
- Rufus : M. Paroquet